# Grzegorz Tarwid
Grzegorz Tarwid (* 22. Oktober 1994) ist ein polnischer Jazzmusiker (Piano, Komposition).

## Leben und Wirken
Tarwid besuchte die Staatliche Musikschule Fryderyk Chopin, wo er sich zunächst bei Wojciech Kamiński, dann bei Andrzej Jagodziński und Michał Tokaj als Jazzmusiker entwickelte. Mit seinem Mitschüler Albert Karch (Schlagzeuger und Komponist) gründete er gemeinsam mit dem Trompeter Wojciech Jachna das Trio Sundial, seine erste, von der Kritik hochgelobte Band; das Trio legte zwei Alben (2014, 2016) vor. Zum Studium zog er nach Kopenhagen, wo er von Jacob Anderskov und Carsten Dahl geprägt wurde. Plays, Tarwids erstes Soloalbum, ist das Ergebnis seiner Masterarbeit und wurde 2020 veröffentlicht.
Tarwid tourte mit Zbigniew Namysłowski, Kazimierz Jonkisz, Albert Beger, aber zudem mit Maciej Obara und Tomasz Dąbrowski (The Individual Beings 2022). Sein Stil ist von der Neuen Musik des 20. Jahrhunderts ebenso wie von der alternativen Szene und dem zeitgenössischen Jazz beeinflusst; seine Stücke erinnern manchmal an Herbie Nichols. Er leitete ein eigenes Quartett (mit Maciej Kądziela, Andrzej Święs und Krzysztof Szmańda). Weiterhin betreibt er das Duo Diomede mit dem Saxophonisten Tomasz Markanicz. Als Mitglied des internationalen Quartetts Case Kämäräinen (mit Marek Konarski, Petter Asbjørnsen, Tomi Kämäräinen) ist er auf den Alben Waiting (2018) und Joyride (2021) zu hören. Auch gehörte er zum Sextett von Franciszek Pospieszalski (1st Level). Marek Pospieszalski holte ihn für sein Doppelalbum Polish Composers of the 20th Century (2022). 
Weiterhin arbeitete Tarwid mit dem Pianisten Marcin Masecki zusammen, mit dem er das Klavierkonzert in F von George Gershwin aufgeführt hat. In Köln spielte er mit dem Trio Just Another Foundry (Jonas Engel, Florian Herzog, Anthony Greminger) und dem Bassisten Robert Landfermann.

## Diskographische Hinweise
- Jachna/Tarwid/Karch Sundial (ForTune Records 2014)
- Aram Shelton / Grzegorz Tarwid / Tomo Jacobson / Håkon Berre: Hopes and Fears (Multikulti Project, 2017)
- Diomede: People from East (SJ Records 2017, mit Tomasz Markanicz)
- Plays (2020)
- Diomede Feat. Hubert Zemler: Przyśpiewki (Audio Cave 2020)
- Grzegorz Tarwid Trio: Flowers (Clean Feed 2023, mit Max Mucha, Albert Karch)